# Vottignasco
Vottignasco (piemontesisch Votignasch) ist eine Gemeinde in der italienischen Provinz Cuneo (CN), Region Piemont.

## Lage und Einwohner
Vottignasco liegt 23 km nördlich von der Provinzhauptstadt Cuneo entfernt. Das Gemeindegebiet umfasst eine Fläche von 8 km² und hat 494 Einwohner (Stand 31. Dezember 2023). Die Nachbargemeinden sind Savigliano und Villafalletto.
Durch den Ort führt der flache Teil des Mairatal-Weg. Dieser gehört zu den reizvollsten Gebirgswanderungen Italiens. 

## Geschichte

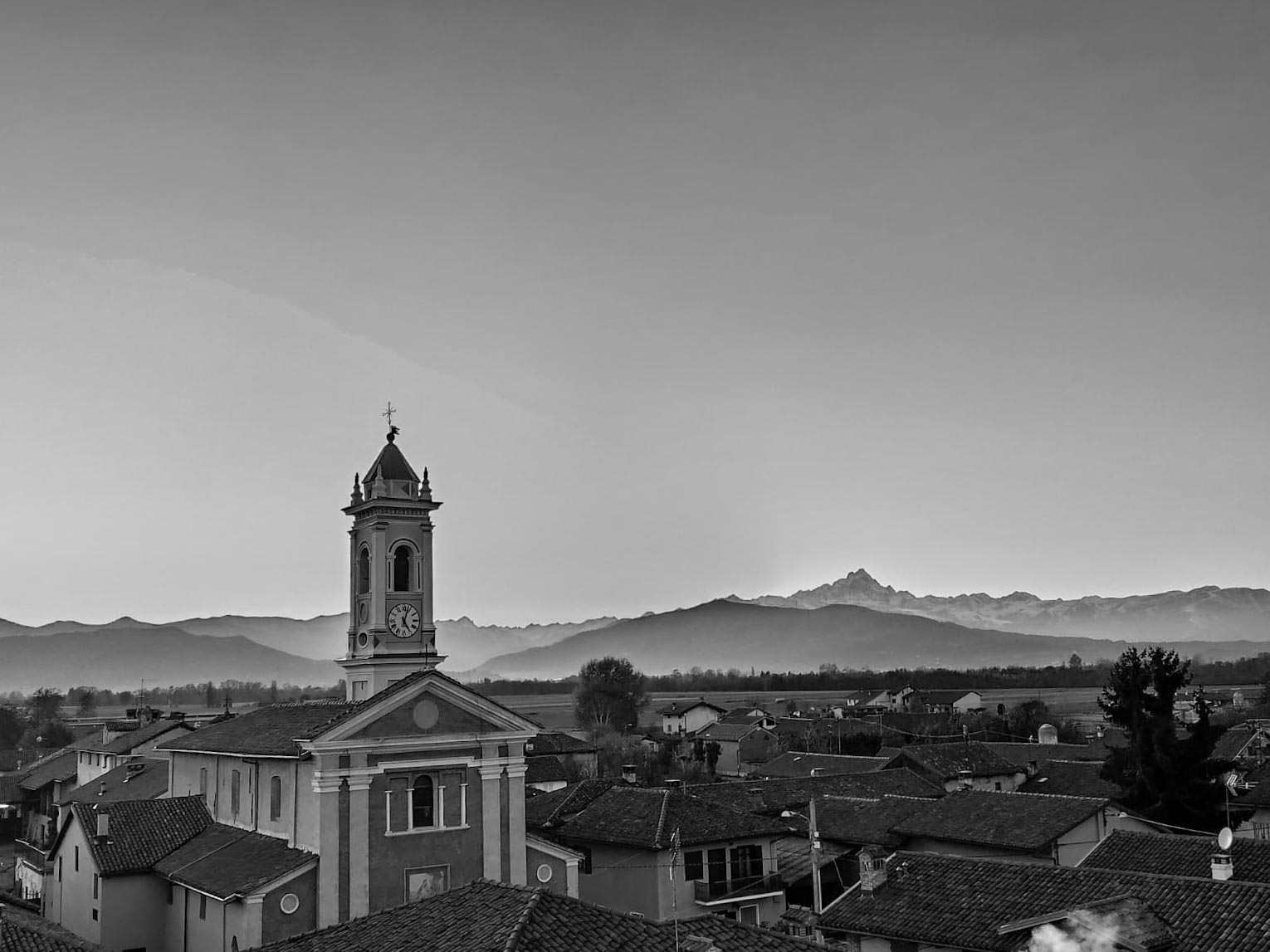
Blick über die Dächer von Vottignasco

Die Ursprünge des Dorfes reichen bis in die Antike zurück. Der Ortsname scheint, nachdem er einige Hypothesen zurückgewiesen hat, die ihn von Weinreben ableiten, vom römischen Personennamen VOLTINIUS oder VELTINIUS mit dem Zusatz -ASCO abzustammen. 
Die erste schriftliche Erwähnung des Dorfes stammt aus dem 12. Jahrhundert. Anschließend ließen sich die Familien Drua und Montemale nieder. Im Jahr 1340 übertrug Tommaso II. von Saluzzo, dessen Familie das Lehen seit 1200 de facto gehörte, es Secondino Falletti, dem Herrn von Villafalletto. 
Gegen Mitte des 17. Jahrhunderts verkaufte Giovanni Francesco Falletti es dann an Guglielmo Francesco Carron, Marquis von San Tommaso. Aus historisch-architektonischer Sicht sind zwei interessante Barockkirchen erwähnenswert. Die Pfarrkirche der Heiligen Familie aus dem Jahr 1630, die im Inneren einen Teil der ursprünglichen Dekoration bewahrt hat und die Gonfalone-Bruderschaft, die der Jungfrau Maria Mariä Himmelfahrt gewidmet ist und ein schönes Beispiel barocker Kunst darstellt. Bemerkenswert ist auch die Burg, die im 13. Jahrhundert als vorgeschobene Verteidigungsanlage für den Markgrafen von Saluzzo erbaut wurde und von der nur noch wenige Ruinen übrig sind, die auf eine imposante Festung schließen lassen. Massive Steinmauern, an der Basis vier Meter dick, ein tiefer Graben, drei Stockwerke hoch, mit quadratischem Grundriss. Unter den anderen Sakralbauten sind schließlich die Kapelle Madonna dei Boschi in der Nähe der Maira und die Kapelle San Rocco in der Gegend von Tetti Falchi erwähnenswert.